# Наранбулаг
Наранбулаг (монг. Наранбулаг) — сомон аймаку Увс, Монголія. Площа 5,3 тис. км², населення 5,2 тис. Центр сомону селище Наранбулаг лежить за 1500 км від Улан-Батора, за 85 км від міста Улаангом. Живуть дербети, байти, хотони та халха-монголи.

## Рельєф
Найвища точка 2356 м, найнижча 743 м.

## Клімат
Клімат різко континентальний. Щорічні опади 200 мм, середня температура січня −25°—30°С, середня температура липня +20°С.

## Природа
Здебільшого піщані землі, ростуть кущі, карагана, ковила та ін. Водяться олені, дикі кабани, вовки, лисиці, тарбагани, манули, джейрани, зайці. Прилітають численні перелітні птахи, розвинуто землеробство.